# Jeffrey Gouweleeuw
Jeffrey Gouweleeuw (* 10. Juli 1991 in Heemskerk) ist ein niederländischer Fußballspieler. Der Innenverteidiger steht beim deutschen Bundesligisten FC Augsburg unter Vertrag.

## Karriere

### Vereine
Gouweleeuw begann seine Karriere bei ADO ’20 und wechselte 2006 in die Jugend des SC Heerenveen. Dort rückte er zur Saison 2010/11 zur ersten Mannschaft auf. Am 2. April 2011 debütierte er bei der 2:3-Heimniederlage gegen Excelsior Rotterdam in der Eredivisie. Am 1. Oktober 2011 erzielte er gegen Vitesse Arnheim sein erstes Ligator zum 1:1-Endstand in der 90. Minute.
Zur Spielzeit 2013/14 wechselte Gouweleeuw zum Ligakonkurrenten AZ Alkmaar. Dort spielte er am 19. September 2013 beim 1:0-Auswärtssieg bei Maccabi Haifa erstmals in der Europa League. In der Saison 2015/16 führte er die Mannschaft als Kapitän aufs Feld, bis er im Januar 2016 vom deutschen Bundesligisten FC Augsburg verpflichtet wurde. Am 14. Februar 2016 debütierte er bei der 1:3-Heimniederlage gegen den FC Bayern München in der Bundesliga. Am 2. Spieltag der Saison 2016/17 erzielte Gouweleeuw beim 2:1-Auswärtssieg gegen Werder Bremen sein erstes Bundesligator. Anfang Oktober 2016 erlitt er einen Lungenflügelkollaps und fiel dadurch bis Dezember des Jahres aus. In den folgenden Jahren entwickelte sich Gouweleeuw zum Stammspieler bei den Fuggerstädtern; 2020 wurde er zum Spielführer ernannt. Dieses Amt führte er drei Jahre aus, ehe im August 2023 sein Teamkollege Ermedin Demirović zum neuen Kapitän bestimmt wurde. Nachdem Demirović den FCA im Sommer 2024 verlassen hatte, wurde Gouweleeuw erneut Kapitän der Mannschaft.
Gouweleeuw besitzt in Augsburg einen Vertrag bis zum 30. Juni 2026.

### Nationalmannschaft
Gouweleeuw absolvierte im Jahr 2007 ein Spiel für die niederländische U17-Nationalmannschaft. Nach zwei Einsätzen für die U19-Auswahl spielte er am 29. Februar 2012 beim 0:0 gegen Schottland erstmals für die U21-Nationalmannschaft. Für die U21 kam er insgesamt dreimal zum Einsatz.